# Rhytidoponera araneoides
Rhytidoponera araneoides é uma espécie de formiga do gênero Rhytidoponera.